# Johannes Sylvius Egranus
Johannes Sylvius Egranus (1480, Cheb – 11. června 1535, Jáchymov), vlastním jménem Johann Wildenauer, byl německý teolog, humanista a reformátor, přítel Erasma Rotterdamského a Martina Luthera.

## Život
Studoval na univerzitě v Lipsku. Zde získal v roce 1507 magisterský titul z teologie. Následně zde nějaký čas i učil. Podnikl řadu cest po Evropě, kdy se v Basileji seznámil např. s Erasmem Rotterdamským. Poté byl v roce 1517 jmenován kazatelem ve farním mariánském kostele ve Zwickau. Zde se ale dostal do sporu s řádem františkánů pro populární legendy o sv. Anně (podstata svatosti – rozdíl mezi římsko-katolickou a evangelickou teologií). Kvůli sporům s Tomášem Müntzerem odchází a v letech 1521–23 a 1533–35 působí v Jáchymově. Později působil i v Kulmbachu (1524), Saganu (1526) a Chemnitzu (1530). V roce 1523 opouští Jáchymov a na cestě do Rotterdamu k Erasmu Rotterdamskému se v Norimberku seznamuje s Willibaldem Pirckheimerem. Po návratu do Jáchymova je po krátké době odvolán z postu faráře pro zhýralý život a opilství. Zemřel na následky spojené s nadměrným požíváním alkoholu.
Byl oponentem katolického teologa Johanna Ecka. V „Bule prokletí“, vydané dne 15. června 1520 papežem Lvem X. proti Martinu Lutherovi, bylo zapsáno i jeho jméno. Před smrtí konvertoval ke katolicismu.[zdroj?]

## Dílo
- Apologetica responsio contra dogmata, Apologetica responsio contra dogmata, que […] a calumniatoribus inuulgata sunt, Wittenberg 1518 (digital)
- Contra Calumniatores suos Apologia, in qua diuam Annam nupsisse Claeophae & Salomae […] euangelicis et probatissimis testimoniis refellit, Nürnberg 1518 (digital)
- Ein Sermon von der Beicht und wie einer seiner Sunden mag geloßen, Leipzig 1522 (digital)
- Ein christlicher Unterricht von der Gerechtigkeit des Glaubens und von guten Wercken, Leipzig 1534 (digital)
- Ungedruckte Predigten des Johann Sylvius Egranus, gehalten in Zwickau und Joachimsthal 1519–1522 (Quellen und Darstellungen aus der Geschichte des Reformationsjahrhunderts 18), vydavatel Georg Buchwald, Leipzig 1911

Jako redaktor je uveden na práci o svatém Ambrožovi, Tres officiorum libri, Leipzig 1509 (digital)